# أنيتا هانزبو
أنيتا هانزبو (بالسويدية: Anita Hansbo) هي عالمة رياضيات وأستاذة جامعية سويدية، وُلدت في محافظة يونشوبينغ في السويد في الخامس والعشرين من أغسطس لعام 1960. وقد شغلت سابقًا منصب رئيس جامعة يونشوبينغ.

## حياتها وتعليمها
حصلت أنيتا على الدكتوراة من جامعة غوتنبرغ، و قد أشرف عليها فيدار تومي وكان عنوان الأطروحة بعض النتائج المتعلقة بالتجانس في المعادلات المكافئة الخطية (Some Results Related to Smoothing in Discetized Linear Parabolic Equations).
عملت أنيتا كأستاذة جامعة في عدة جامعات مثل جامعة غوتنبرغ وجامعة شالمر للتكنولوجيا وجامعة كارلستاد وجامعة ويست، وكانت قد بدأت التدريس في جامعة ويست خلال حقبة التسعينيات ثم في عام 2004 أصبحت وكيلة المستشار.

## رئاسة جامعة يونشوبينغ
انتقلت إلى جامعة يونشوبينغ في عام 2007 لتتقلد منصب مديرة الجامعة وأصبحت رئيسة الجامعة بالإنابة في عام 2009 و تم تنصيبها رسميًا في عام 2010.
و بصفتها رئيسة الجامعة ترأست تغير اسم الجامعة من اللغة السويدية (Högskolan i Jönköping) إلى الاسم باللغة الإنجليزية (Jönköping University) ، و لكن اُنتقدت بشدة لمركزية هيكل الجامعة.
في عام 2016 حصلت على إجازة من الجامعة نظرًا لحالة الإعياء التي كانت فيها، لكنها تقاعدت عن منصب رئيسة الجامعة وعاودت عملها كأستاذة جامعية في الرياضيات مرة أخرى في يونيو 2018.

## وصلات خارجية
- مقالات وأبحاث لأنيتا هانزبو على الباحث العلمي الخاص بجوجل